# Тящевка
Тящевка — река в России, протекает по Кировскому району Ленинградской области. Относится к бассейну реки Лавы. Длина реки — 17 км, площадь водосборного бассейна — 86 км².

## География
Тящевка начинается в торфяных болотах юго-восточнее посёлка Назия (станция Жихарево). Выше деревни Бабаново разветвляется на несколько рукавов, из них два основных. Западный имеет исток из озера Плитняки в районе платформы Плитняки, восточный — из Падринского болота. Западный рукав течёт на север, разделяя деревню Сирокасска, расположенную на левом берегу и местечко Плитняки на правом. Восточный рукав протекает через деревню Войпала. Ниже на правом берегу деревня Речка, за ней Тящевка поворачивает на северо-восток. По правому берегу деревня Бабаново. Впадает в реку Сарью выше деревни Дусьево, на 8 километре по левому берегу.

## Данные водного реестра
По данным государственного водного реестра России относится к Балтийскому бассейновому округу, водохозяйственный участок реки — Водные объекты бассейна оз. Ладожское без рр. Волхов, Свирь и Сясь, речной подбассейн реки — Нева и реки бассейна Ладожского озера (без подбассейна Свирь и Волхов, российская часть бассейнов). Относится к речному бассейну реки Нева (включая бассейны рек Онежского и Ладожского озера).
Код объекта в государственном водном реестре — 01040300212102000025249.